# Baskin-Robbins
La Baskin-Robbins è una multinazionale statunitense produttrice di gelati.

## Storia
Fondata nel 1945 a Glendale da Burt Baskin e Irv Robbins ha sviluppato circa 1000 gusti differenti.
L'azienda è stata di proprietà dei fondatori fino al 1967, quando è stata comprata dalla United Brands Company. Nel 1972 è stata per un breve periodo collocata sul mercato azionario in seguito all'acquisto da parte della J. Lyons and Co., tuttavia l'anno seguente la compagnia fu tolta dal mercato dopo l'acquisto da parte della Allied Breweries. In seguito ad una riorganizzazione aziendale fu creata la Dunkin' Brands e l'azienda fu messa sotto il controllo di essa.

## Cultura popolare
L'azienda di gelati è apparsa in Ant-Man (film del 2015) e Ant-Man and the Wasp: Quantumania, dove Scott Lang ha lavorato temporaneamente.
Si fa riferimento a gelati baskin robbins in The Umbrella Accademy S3E3 minuto 33:26 quando Klaus parla con il padre.